# Tepuia
Tepuia je rod rostlin z čeledi vřesovcovité. Jsou to vzpřímeně rostoucí keříky a keře se stálezelenými, střídavými, řapíkatými, kožovitými listy se zpeřenou žilnatinou. U některých druhů jsou listy na okraji podvinuté. Květy jsou pětičetné, uspořádané v úžlabních hroznovitých květenstvích. Kalich je kolovitě zvonkovitý, koruna je růžová až purpurová, baňkovitá nebo baňkovitě zvonkovitá, se zahnutými cípy. Tyčinek je 10 a nevyčnívají z květů. Semeník je svrchní a obsahuje 5 komůrek s mnoha vajíčky. Plodem je kulovitá bobule s mnoha semeny.
Rod zahrnuje 7 druhů, které se vyskytují výhradně v jihovýchodní Venezuele v oblasti Guyanské vysočiny, kde rostou v nadmořských výškách 1500 až 2500 metrů.
Rod je v rámci čeledi Ericaceae řazen do podčeledi Vaccinioideae a tribu Gaultherieae.